# Список керівників держав 565 року
Список керівників держав 565 року — це перелік правителів країн світу 565 року.
Список керівників держав 564 року — 565 рік — Список керівників держав 566 року — Список керівників держав за роками

## Європа
- Аварський каганат — Баян (562—602)
- Айлех — Форггус мак Муйредах (534/536-566)
- Айргіалла — Деймін Дейм Аргат (? 514—565); Бекк мак Куанах (565? — 598)
- Арморика — Теудр Великий (547—584)
- Герцогство Баварія — Гарібальд I (548/555—593/595)
- Брихейніог — Лліварх ап Рігенеу (540—580)
- Берніція — Адда (560-568)
- Бро-Гвенед (Бретонь) — Макльо (560-567)
- король вестготів — Атанагільд (554-567)
- Вессекс — Кевлін (560—591/592)
- Візантійська імперія — Юстиніан I (527—565); Юстин II (565 — 578)
- Королівство Гвент — Мейріг ап Теудріг (540—590)
- Королівство Гвінед — Рун ап Майлгун (547-580)
- Гепіди — Кунімунд (560-567)
- Правитель гунів, болгар — Баян I (562-602)
- Дал Ріада — Коналл I мак Комгайл (558—574)
- Дейра (королівство) — Елла (560—588)
- Дівед — Кінгар (540—570)
- Думнонія — Геррен ап Костянтин (560-598)
- Ебраук — Передур Залізні Руки (560—580)
- Елмет — Артуіс ап Масгвід (540—570)
- Ірландія — верховний король Айнмере мак Сетнай (564-566)
- Кайр-Гвендолеу — Гвендолеу ап Кейдіо (550-573)
- Лазика — співцарі Цате II (555—562/570?)
- Король лангобардів - Алдуїн (546—566)
- Морганнуг — Кадок Мудрий (523—580)
- Мунстер — Кайрпре Кромм (542-579)
- Пік — Сауїл Зарозумілий (525—590), Дунотінґ (або Дунаут) — Дінод Міцний (525—595)
- Король піктів — Галам Кенналеф I і одночасно Бруде I (556—586)
- Королівство Повіс — Яго ап Брохвейл (550-582)
- Регед Північний — Кінварх ап Мейрхіон (535-570); Південний — Елідір Лідануїн (535-560)
- Королівство Сассекс — Рікольф (544-567)
- Королівство свевів — Аріамир (558/559—561/566)
- Стратклайд — Тітагіал ап Клінох (540-580)
- Улад — Демман мак Кайрелл (557-572)
- Уснех — Діармайт мак Кербайлл (558—565); Колман Молодший (565-574)
- Франкське королівство:
  - Австразія — Сігіберт I (561—575)
  - Паризьке королівство — Харіберт I (561—567)
  - Франкське королівство Бургундія — Гунтрамн (561—592)
  - Нейстрія — Хільперік I (561—584)
- Швеція — Адільс (520—575)
- Святий Престол — папа римський — Іван III (561—574)
- Константинопольський патріарх - Євтихій (552—565); Іван III Схоластик (565-577)

## Азія
- Близький Схід:
  - Гассаніди — Аль-Харіс ібн Джабала (529—569)
  - Лахміди — Амр III ібн аль-Мундір (554-569)
- Кавказька Албанія — марзпанство Персії (до 636)
- В'єтнам; Династія Рання Лі — Ч'єу В'єт Вионг (555-571)
- Індія:
  - Династія Вішнукундіна — Вікрамендра Варма II (555-572)
  - Західні Ганги — Дурвініта (495—535 або 579)
  - Пізні Гупти — Магасенагупта (562-601)
  - правитель ефталітів Торамана II (530/542—570)
  - володар держави ефталітів і алхон-гунів в Ганджхарі, Кашмірі і Пенджабі Праварасена (530—590)
  - хушнаваз (володар) ефталітів Трансоксіани, Тохаристану і Фергани Гадфар (560—567)
  - Династія Майтрака — Гухасена (556—570)
  - Раджарата — раджа Аггабодхі I (564-598)
  - Чалук'я — Пулакешин I (543-566)
- Індонезія:
  - Тарума — Кертаварман (561—628)
- Китай:
  - Династія Північна Чжоу — Юйвень Юн (561—578)
  - Династія Чень — Чень Цянь (559—566)
  - Туюхун (Тогон) — Муюн Куалюй (540—591)
- Корея:
  - Когурьо — тхеван (король) Пхьонвон (559—590)
  - Пекче — король Відок (554-598)
  - Сілла — ісагим (король) Чинхин Великий (540—576)
- Паган — король Хан Лат (557-569)
- Персія:
  - Держава Сасанідів — шахіншах Хосров I Ануширван (531—579)
- Середня Азія — Тюркський каганат — Мукан-каган (553—572)
- Хим'яр — Абраха аль-Ашрам (536—570)
- Ченла — Бхававарман I (550—600)
- Японія — Імператор Кіммей (539—571)

## Африка
- Аксумське царство — Йоель (555-575)
- Преторіанська префектура Африки Візантійської імперії — Фома (563—565); Теодор (565—570)
- Мавро-римське царство — Гармул (545-578)

## Північна Америка
- Мутульське царство — К'ініч-Вав (562-593)
- Баакульське царство — К'ан-Хой-Читам I (524/529-565); Акуль-Мо'-Наб II (565-570)
- Шукуупське царство — Ці'-Б'алам (553-578)